# Молве
Молве су насељено место и седиште општине у Копривничко-крижевачкој жупанији, Република Хрватска.

## Историја
До територијалне реорганизације у Хрватској налазиле су се у саставу бивше велике општине Ђурђевац.

## Становништво
На попису становништва 2011. године, општина Молве је имала 2.189 становника, од чега у самим Молвама 1.432.

## Попис1991.
На попису становништва 1991. године, насељено место Молве је имало 1.596 становника, следећег националног састава:
| Попис 1991.‍   | Попис 1991.‍  | Попис 1991.‍ | Попис 1991.‍ | Попис 1991.‍ |
| ------------- | ------------ | ----------- | ----------- | ----------- |
|               |              |             |             |             |
| Хрвати        | Хрвати       |             | 1.569       | 98,30%      |
| Албанци       | Албанци      |             | 10          | 0,62%       |
| Словенци      | Словенци     |             | 1           | 0,06%       |
| Срби          | Срби         |             | 1           | 0,06%       |
| Црногорци     | Црногорци    |             | 1           | 0,06%       |
| неопредељени  | неопредељени |             | 3           | 0,18%       |
| непознато     | непознато    |             | 11          | 0,68%       |
| укупно: 1.596 |              |             |             |             |